# Verbî, Nîjni Sirohozî
Verbî (în ucraineană Верби) este localitatea de reședință a comunei Verbî din raionul Nîjni Sirohozî, regiunea Herson, Ucraina.

## Demografie
Componența lingvistică a localității Verbî
     Ucraineană (86,99%)
     Rusă (12,33%)
     Alte limbi (0,68%)
Conform recensământului din 2001, majoritatea populației localității Verbî era vorbitoare de ucraineană (86,99%), existând în minoritate și vorbitori de rusă (12,33%).